# صوتنة الخلايا
صوتنة الخلايا، أو  الصوتنة الخلوية، هي استخدام الصوت (عادةً ترددات الموجات فوق الصوتية) لتعديل نفوذية غشاء البلازما الخلوي. وعادةً ما يتم استخدام هذه التقنية في علم الأحياء الجزيئي والعلاج الجيني غير الفيروسي من أجل السماح باستيعاب الجزيئات الكبيرة مثل الحمض النووي داخل الخلية، في عملية اضطراب الخلية التي تسمي تعداء أو التحول. تستخدم تقنية صوتنة الخلايا تكهف الفقعات الصغيرة الصوتي لتعزيز إيصال هذه الجزيئات الكبيرة. ويعد النشاط الحيوي لهذه التقنية مشابهًا، وفي بعض الحالات متفوق على التثقيب الكهربائي. وقد ثبت أن تمديد التعرض لتردد الموجات فوق الصوتية المنخفضة (<هرتز) يؤدي إلى موت خلوي كامل (تمزيق)، وبالتالي، يجب أيضًا توفير القابلية الخلوية عند استخدام هذه التقنية.
وتعد صوتنة الخلايا قيد دراسة نشطة لإدخال الجينات الغريبة في خلايا الأنسجة المستنبتة، وخصوصًا خلايا الثدييات. كما تتم دراسة صوتنة الخلايا لاستخدامها في العلاج الجيني الموجه في الحيوية، وفي أوضاع المعالجة الطبية التي بواسطتها يتم إعطاء المريض حمضًا نوويًا معدلاً، ويمكن لمحول بالموجات فوق الصوتية استهداف هذا الحمض النووي المعدل في مناطق معينة من جسم المريض.

## المعدات
يتم إجراء صوتنة الخلايا بواسطة جهاز صوتنة مخصص. ويمكن أيضًا أن يتم إجراء صوتنة الخلايا بالمحولات الكهرضغطية المصممة خصيصًا والمتصلة بمولدات ذات وظيفة أساسية ومكبرات صوتية. يمكن استخدام أجهزة الموجات فوق صوتية الطبية القياسية أيضًا في بعض التطبيقات.
يتم سرد قياس الصوتيات المستخدمة في صوتنة الخلايا من حيث مؤشر الميكانيكية الذي يحتسب احتمالية أن التعرض للتشخيص بالموجات فوق الصوتية سوف ينتج عنه أثر بيولوجي سلبي بسبب الإجراء غير الحراري الذي يعتمد على الضغط.

## عوامل الفقاعات الصغيرة
تستخدم تقنية صوتنة الخلايا الفقاعات الصغيرة لتحسين التعداء بشكل كبير، وفي بعض الحالات يكون مطلوبًا لاستيعاب الحمض النووي. تشمل عوامل الفقاعات الصغيرة ألبومين المصل، الذي صنعته شركة جنرال إلكتريك للرعاية الصحية.